# Haferkrieg

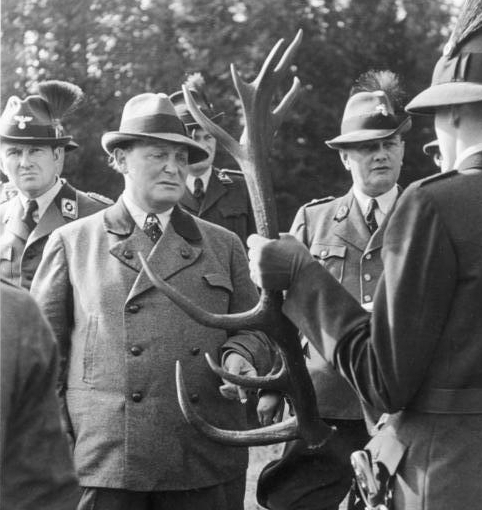
Reichsjägermeister Hermann Göring mit Oberforstmeister Walter Frevert und Ulrich Scherping bei der Begutachtung von Abwurfstangen

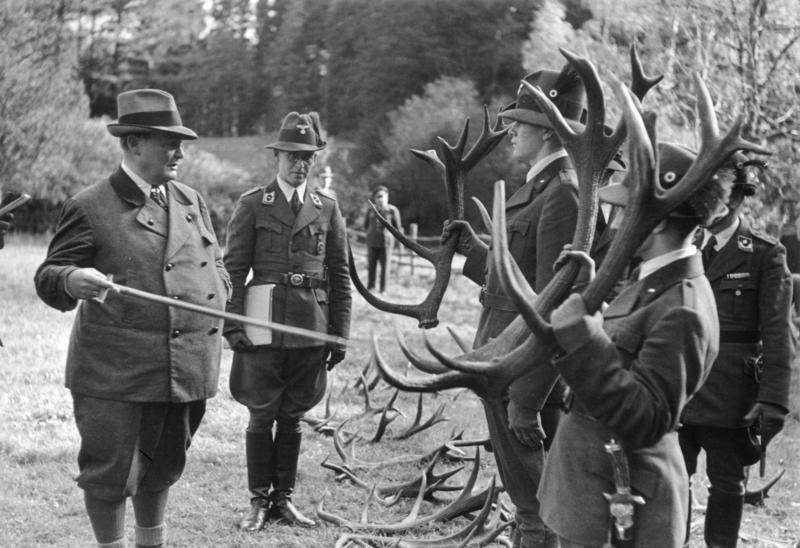
Präsentation weiterer Stangen, 1939

Als Haferkrieg bezeichnet die heutige Geschichtsschreibung eine Auseinandersetzung innerhalb des NS-Regimes im Winter 1942/43, bei der es um die Beschlagnahmung von eigentlich für die Ernährung von Kleinkindern benötigtem Hafer ging, der stattdessen für die Wildfütterung von Rothirschen in den auf Trophäenjagd ausrichteten Staatsjagdrevieren verwendet wurde. In diesem Streit zwischen den Behörden des NS-Staates konnten Reichsjägermeister Hermann Göring und Reichsführer SS Heinrich Himmler ihre Interessen gegen Adolf Hitler und Reichsleiter Martin Bormann durchsetzen.

## Verlauf
Der jagdversessene Hermann Göring, der neben vielen weiteren Posten und Ämtern auch den des Reichsjägermeisters hatte, war stets an starken Jagdtrophäen interessiert; Trophäenorientierung war ein Kennzeichen nationalsozialistischer Jagdausübung. In den von ihm geschaffenen Staatsjagdrevieren, die er regelmäßig bejagte, ließ Göring deshalb das Wild im Winter und Frühjahr mit Kraftnahrung füttern; vor allem mit Hafer, Kleie und Sesamkuchen. Auch als es im Zweiten Weltkrieg für die deutsche Bevölkerung vor allem in den Städten zu Versorgungsengpässen kam und Lebensmittelzuteilungen gekürzt werden mussten, wurden auf seine Anweisung Kartoffeln und Hafer an Wild verfüttert. Ebenso wurden große Mengen an Obst und Keksen der für Soldaten und Zivilisten gedachten „Kriegswinterhilfe“ des Winterhilfswerk des Deutschen Volkes dazu zweckentfremdet. In der Rominter Heide, einem bevorzugten Jagdgebiet Görings, wurde die Anordnung der Reichsführung, Getreide für die notleidende Bevölkerung anzubauen, durch den dortigen Oberforstmeister, Walter Frevert, unterlaufen, um Hafer für die dort bejagten Rothirsche zu produzieren. Verschiedene Ernährungsämter und die Leitung des Ostmark beschwerten sich darüber. Auch beim Leiter der Partei-Kanzlei, Martin Bormann, gingen Hinweise darauf ein.
In einer Hochphase des Russlandfeldzuges etwa zum Jahreswechsel 1942/43 wurde auf Befehl des Reichsjagdamtes für die Ernährung von Kleinkindern benötigter Hafer zur Wildtierfütterung in Staatsjagdrevieren beschlagnahmt. Der zur Herstellung von Babynahrung vorgesehene Hafer sollte an Rotwild verfüttert werden.
Neben der Reichskanzlei kritisierte auch Generalforstmeister Friedrich Alpers, Staatssekretär im Reichsforstamt, die Fütterung von Wild mit Grundnahrungsmitteln in Kriegszeiten als unverantwortlich. In der folgenden Auseinandersetzung wurde der verantwortliche Oberstjägermeister und SS-Brigadeführer, Ulrich Scherping, zunächst suspendiert. Göring, der zunehmend das Interesse an Krieg und Politik verloren hatte und sich vorwiegend seinen Kunstsammlungen und der Jagd widmete, sicherte sich im Streit um die Verwendung des Hafers die Unterstützung Heinrich Himmlers, der ihn im Herbst 1942 zur Jagd im Reichsjägerhof Rominten besucht hatte. Die beiden setzten sich gegen die Reichskanzlei durch. Alpers nahm im Februar 1944 seinen Abschied, meldete sich freiwillig zum Kriegsdienst, kam an die Westfront und beging am 3. September schwer verwundet Suizid. Scherping kehrte auf seinen Posten zurück.